# Zemfira Meftahetdinova
Zemfira Meftahetdinova (n. 28 mai 1963, Bakı, Republica Sovietică Socialistă Azerbaidjană) este o trăgătoare de tir ce a reprezentat Azerbaidjan, medaliată olimpică. A participat la 3 ediții ale Jocurilor Olimpice (2000, 2004, 2008) în care a câștigat o medalie de aur și o medalie de bronz.